# داركو كوفاسيفيتش
داركو كوفاسيفيتش (بالصربية: Дарко Ковачевић)‏ مواليد 18 نوفمبر 1973 في جمهورية يوغوسلافيا الاشتراكية الاتحادية، هو لاعب كرة قدم صربي دولي سابق كان يلعب كمهاجم. سبق له أن لعب في كأس العالم لكرة القدم مع منتخب بلاده. لعب خلال مسيرته 488 مباراة وسجل وسجل 212 هدف.

## مسيرته الكروية
لعب داركو كوفاسيفيتش خلال مسيرته الاحترافية مع 7 أندية في تسعة عشر موسمًا وسجل خلالها 202 هدف ضمن 471 مباراة. حيث فاز في أربعة مواسم بالكأس وفي ثلاثة مواسم بالدوري.
خاض داركو كوفاسيفيتش مسيرته مع برولتر زرنيانين ‏ في موسم 1992–93 ولمدة موسمين، مشاركًا في 51 مباراة سجل خلالها 37 هدفًا. ثم انتقل إلى نادي النجم الأحمر بلغراد في موسم 1994–95 ولمدة موسمين، حيث شارك في 47 مباراة سجل خلالها 37 هدفًا أيضًا. لينتقل بعدها إلى نادي شيفيلد وينزداي في موسم 1995–96 لمدة موسم واحد، مشاركًا في 16 مباراة سجل خلالها 4 أهداف. ثم انتقل إلى نادي ريال سوسيداد في موسم 1996–97 في المرة الأولى واستمر معه طيلة ثلاثة مواسم ثم في موسم 2001–02 ليلعب معه ستة مواسم، مشاركًا طوالها في 261 مباراة سجل خلالها 92 هدفًا. هذا وانتقل لاحقًا إلى نادي يوفنتوس في موسم 1999–00 ولمدة موسمين، مشاركًا في 47 مباراة سجل خلالها 11 هدفًا. ثم انتقل بعدها إلى نادي أولمبياكوس في موسم 2007–08 ولمدة موسمين، مشاركًا في 42 مباراة سجل خلالها 21 هدفًا.

## روابط خارجية
- داركو كوفاسيفيتش على موقع الاتحاد الدولي (مؤرشف)  (الإنجليزية)
- داركو كوفاسيفيتش على موقع الاتحاد الأوربي (الإنجليزية)
- داركو كوفاسيفيتش على موقع قاعدة بيانات كرة القدم.إي يو (الإنجليزية)
- داركو كوفاسيفيتش على موقع ناشيونال فوتبول تيمز (الإنجليزية)
- داركو كوفاسيفيتش على موقع Soccerbase.com (لاعب) (الإنجليزية)
- داركو كوفاسيفيتش على موقع Soccerway.com (الإنجليزية)
- داركو كوفاسيفيتش على موقع عالم كرة القدم.نت (الإنجليزية)